# La Iruela

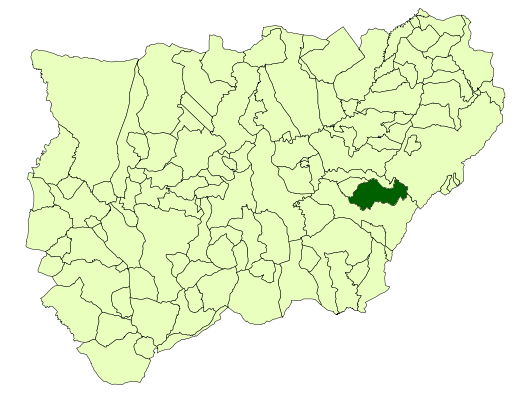
Localização de La Iruela

La Iruela é um município da Espanha na província de Jaén, comunidade autónoma da Andaluzia, de área 124 km² com população de 1894 habitantes (2005) e densidade populacional de 14,85 hab/km².

## Demografia
| Variação demográfica do município entre 1991 e 2004 | Variação demográfica do município entre 1991 e 2004 | Variação demográfica do município entre 1991 e 2004 | Variação demográfica do município entre 1991 e 2004 |
| --------------------------------------------------- | --------------------------------------------------- | --------------------------------------------------- | --------------------------------------------------- |
| 1991                                                | 1996                                                | 2001                                                | 2004                                                |
| 2101                                                | 2106                                                | 1909                                                | 1843                                                |